# Jardines de Cristina

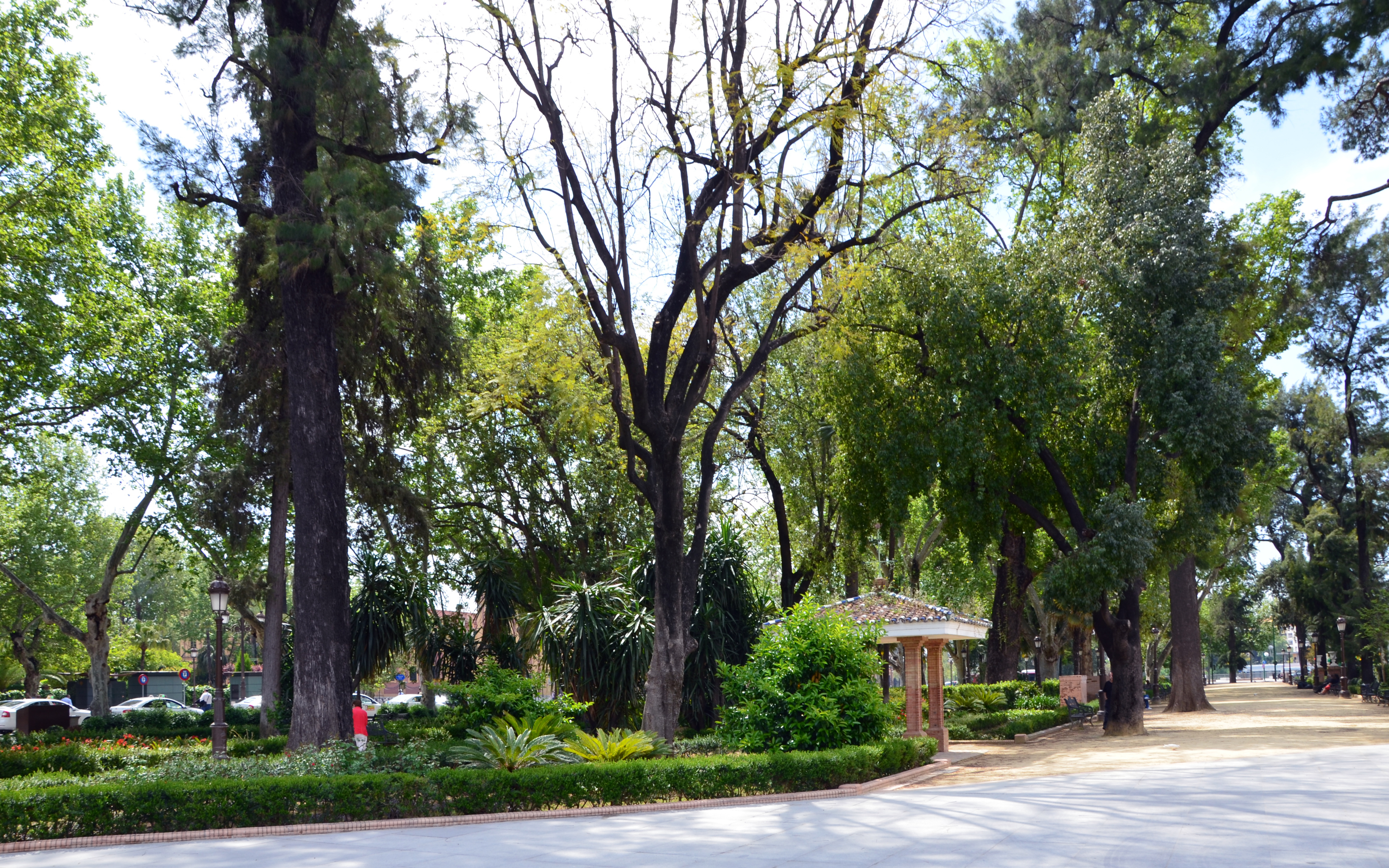
Paseo Vicente Aleixandre, en el interior de los jardines de Cristina

Los jardines de Cristina son una zona verde de 8100 m² en el centro de la ciudad de Sevilla, Andalucía, España. Fueron inaugurados en 1830.

## Historia
Estos jardines fueron inaugurados en 1830, cuando era asistente de la ciudad José Manuel Arjona. El nombre es un homenaje a María Cristina de Borbón-Dos Sicilias, esposa de Fernando VII. Fueron realizados con la dirección técnica del arquitecto Melchor Cano y la participación del botánico Claudio Boutelou.
En la década de 1920 se construyeron el hotel Cristina y el hotel Alfonso XIII. Esto hizo que el jardín perdiera parte de su extensión original.
A comienzos de la década de 1930 se instaló por suscripción popular un monumento al político Emilio Castelar. En el monumento aparece su busto escudado por dos mujeres, que representan la Oratoria y la Justicia.

En 1959 el Servicio Meteorológico Nacional colocó una caseta de ladrillo con una estación meteorológica. En la actualidad el Estado mide el tiempo en otro lugar y esa estructura ya no da servicio.

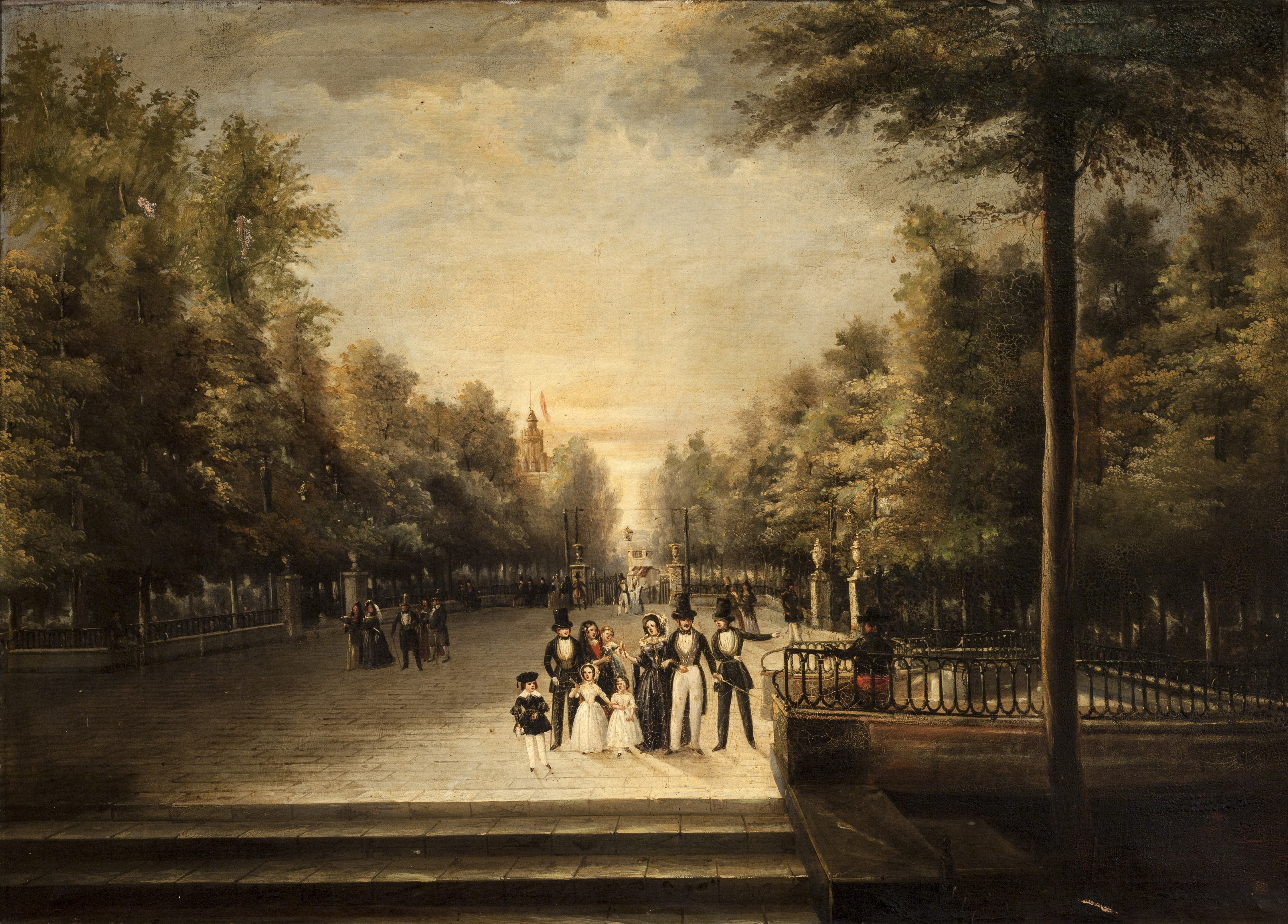
Vista del Paseo de Cristina, obra anónima de en torno a 1850. Ayuntamiento de Sevilla

En 1981 se decidió homenajear a Vicente Aleixandre (que nació en el cercano Palacio de Yanduri), por lo que se coloca un azulejo en su memoria y se le da su nombre a la calle principal de los jardines. En 1995 se colocó un monumento con un busto del poeta sevillano Adriano del Valle. Tanto Vicente Aleixandre como Adriano del Valle fueron dos poetas de la Generación del 27. En 2011 la zona se vinculó aún más con esta generación literaria. Al final de la avenida de Cristina se colocó una fuente dedicada a esta generación, realizada con mármol y pizarra verde, con una estatua de bronce de una mujer leyendo. También se colocaron por los jardines una serie de monolitos con poemas de esa generación.
En 2011 se peatonalizó la avenida de Cristina, entre los jardines y la plaza Puerta de Jerez, y se colocó una pérgola con glinicias. Todas las reformas de 2011 fueron realizadas por el arquitecto Antonio Barrionuevo.
En 2011 la Academia de Bellas Artes Santa Isabel de Hungría colocó en los jardines una estatua de bronce donada por Sebastián Santos Calero que representa a la duquesa de Alba Cayetana Fitz-James Stuart.

## Variedades botánicas
En estos jardines abunda el plátano de sombra (platanus × hispanica), que es un árbol muy común en la ciudad. Otros árboles de estos jardines son el pino (pinus pinea) y la casuarina (casuarina cunninghamiana).
Hay un ejemplar singular de lagunaria patersonii, un parasol de la China (firmiana simplex) y un ombú (phytolacca dioica).
Los setos que limitan los espacios del jardín sn la troana (ligustrum ovalifolium) y el arrayán (myrtus comunnis). En los alcorques y arriates hay lantanas de flor amarilla (lantana camara var. flava), grupos de mundillos o bolas de nieve (viburnum opulus) y arbustos weigelia florida. También destaca la presencia de espíreas (spiraea cantoniensis), que destacan por sus flores blancas.